# المؤتمر الوطني بانهليني
المؤتمر الوطني الهيليني ( NPC ) هو منظمة جامعة لـ 26 جمعية نسائية الأخويات (الدولية) في جميع أنحاء الولايات المتحدة وكندا . تتمتع كل مجموعة عضو بالحكم الذاتي كمجتمع اجتماعي من الحروف اليونانية من الطالبات الجامعيات والخريجات.

## أعضاء

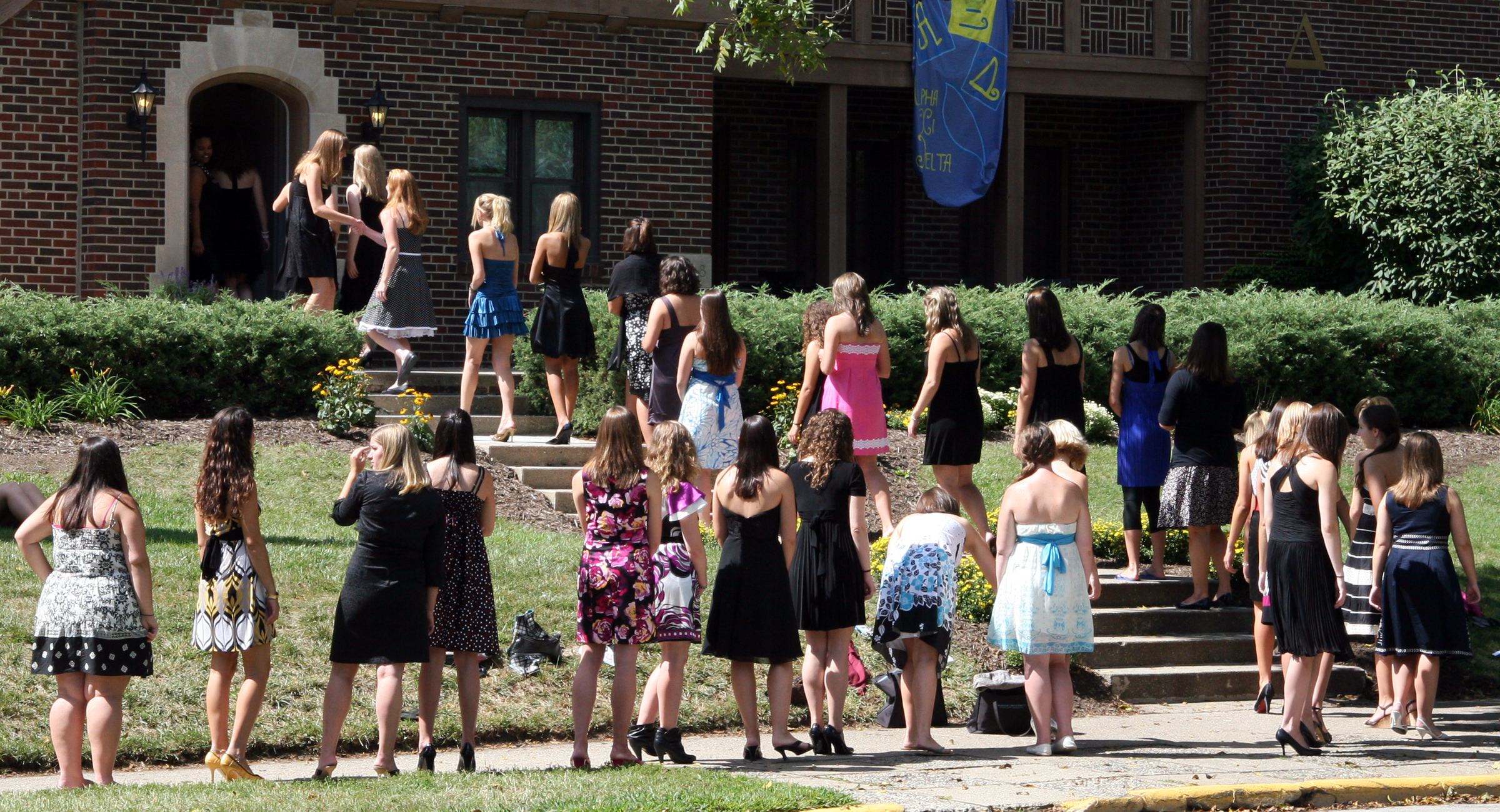
يصطف طلاب الكلية أمام منزل نادي نسائي ألفا دلتا شي التابع لـ بوردو أثناء التوظيف ، وهي العملية التي يختار فيها الطلاب وجمعيات NPC بعضها البعض للعضوية.

## روابط خارجية
- الموقع الرسمي

قالب:National Panhellenic Conferenceقالب:Greek Umbrella Organizations